# Latrunculi
Il gioco Ludus latrunculorum, o più semplicemente dei Latrunculi (briganti, mercenari), era un gioco da tavolo in voga nell'antica Roma, forse una variante della petteia (gioco praticato nell'Antica Grecia), forse simile ai moderni scacchi o dama. Le pedine, e occasionalmente il gioco stesso, erano chiamati calculi ("sassolini").
Di questo gioco ci sono pervenute notizie vaghe, quindi le dinamiche del gioco sono solo ipotizzate. Il numero delle pedine è sconosciuto: alcuni suppongono che siano state 30, altri 16. Delle pedine è noto che avevano diversi compiti: c'erano le mandrae, i milites e i bellatores (di queste ultime due non si è certi se fossero le stesse chiamate con nomi diversi).
Neanche la grandezza della tabula lusoria ci è nota: è stata ritrovata una scacchiera di 18 caselle in Danimarca, ma non essendo completa non è sicuro se fosse rettangolare o quadrata. Nella Basilica Iulia a Roma è stata invece ritrovata una tabula lusoria con 8 caselle per lato. Secondo l'interpretazione di altri, la tabula lusoria sarebbe stata di 12 caselle per 18.

## Regole generali

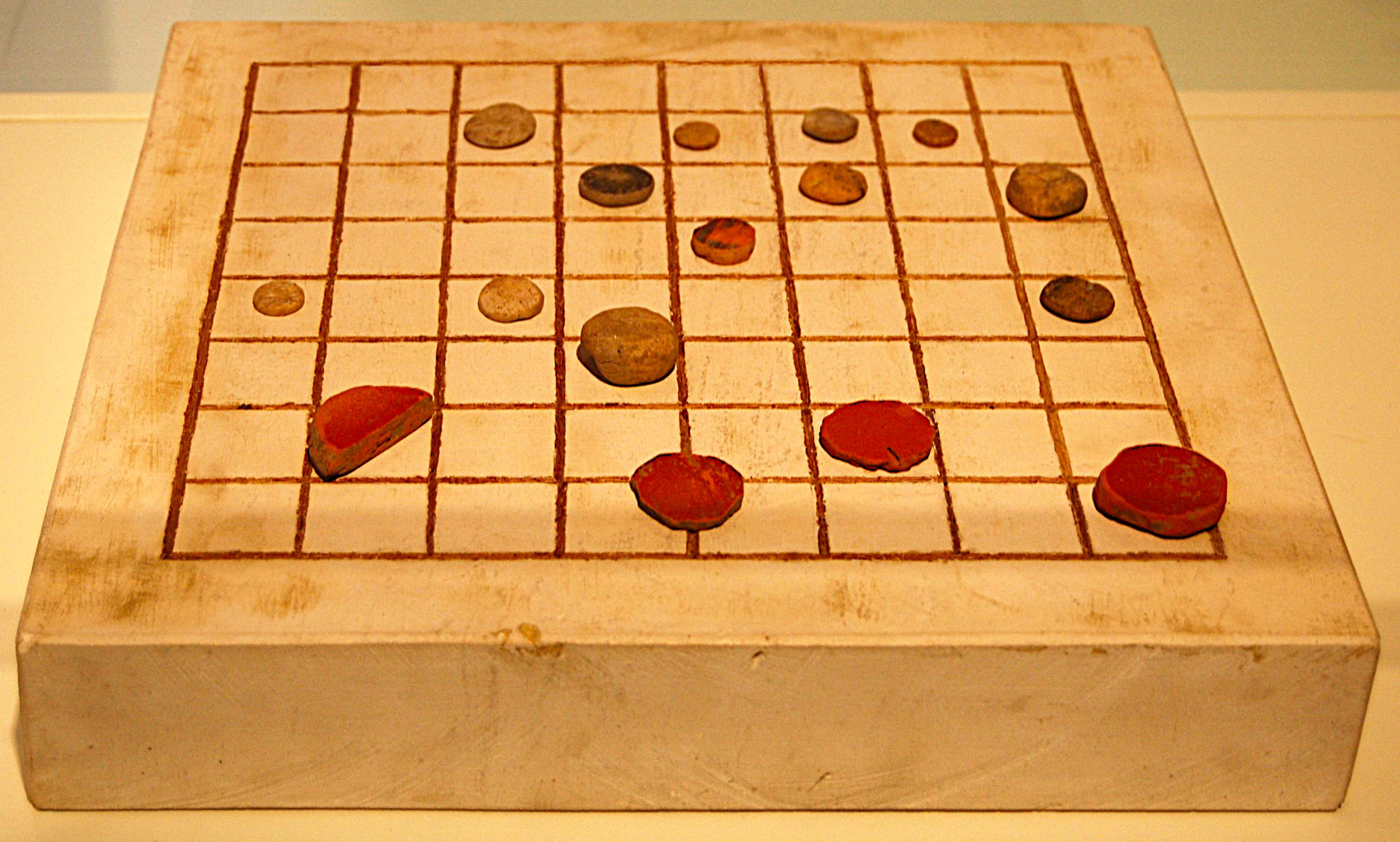
Ludus latrunculorum a Complutum (Spagna).

- I briganti potevano muoversi in orizzontale o verticale per un qualsiasi numero di caselle e non potevano passare sopra un'altra pedina.
- Alcune pedine potevano muoversi anche in diagonale.
- Quando una pedina raggiungeva il lato opposto della scacchiera assumeva particolari compiti che non ci sono pervenuti.
- Un "brigante" veniva catturato se circondato su due lati da due pedine nemiche.